# Robert Van de Walle
Pour les articles homonymes, voir Van de Walle.
Robert Van De Walle, né le 20 mai 1954 à Ostende, est un ancien judoka belge. 

## Palmarès
- Jeux olympiques
  -  Médaille d'or en -95 kg aux Jeux olympiques de Moscou en 1980.
  -  Médaille de bronze en -95 kg aux Jeux olympiques de Séoul en 1988.

- Championnats du monde de judo
  -  Médaille d'argent en -95 kg aux Championnats du monde de Paris en 1979.
  -  Médaille de bronze en toutes catégories aux Championnats du monde de Maastricht en 1981.
  -  Médaille d'argent en -95 kg aux Championnats du monde de Maastricht en 1981.
  -  Médaille de bronze en toutes catégories aux Championnats du monde de Moscou en 1983.
  -  Médaille de bronze en -95 kg aux Championnats du monde de Moscou en 1983.
  -  Médaille de bronze en -95 kg aux Championnats du monde de Séoul en 1985.
  -  Médaille de bronze en -95 kg aux Championnats du monde de Belgrade en 1989.

- Championnat de Belgique
  -  Médaille d'or en -95 kg en 1977.
  -  Médaille d'or toutes catégories en 1978.